# یوزاوا، نیگاتا
یوزاوا، نیگاتا (به لاتین: Yuzawa, Niigata) یک منطقهٔ مسکونی در ژاپن است که در استان نیگاتا واقع شده‌است. یوزاوا ۳۵۷٫۲۹ کیلومترمربع مساحت و ۷٬۹۷۲ نفر جمعیت دارد.